# Dominique Voynet
Dominique Voynet (Montbéliard, 4 novembre 1958) è una politica francese, appartenente al partito dei Verdi di cui è stata cofondatrice nel 1984.

## Biografia
Dominique Marie Denise Voynet è nata il 4 novembre 1958 a Montbéliard nel dipartimento del Doubs dal matrimonio di Jean Voynet, insegnante, e Monique Richard, direttrice di scuola.
È madre di due figlie: Marine e Jeanne.
Si è formata e laureata come medico, in particolare come anestesista. Durante i suoi studi, alla fine degli anni '70, iniziò a prendere parte all'attivismo ambientale. Si è battuta contro la realizzazione dei reattori nucleari a Fessenheim e Malville e contro la deforestazione dei Vosgi per conto dell'Associazione Belfort per la Protezione della Natura.

## Carriera politica
Leader dei verdi di Besançon nel 1985, viene eletta al Parlamento europeo nel 1989. Abbandona il seggio parlamentare nel 1991 per assumere la carica di portavoce nazionale de I Verdi. Nel 1992 viene eletta consigliere regionale della Franca Contea, carica che lascia nel 1994 per dedicarsi alla campagna presidenziale dell'anno successivo nella quale ottiene 1.010.738 voti (3,31%) in rappresentanza di un'alleanza "a sinistra della sinistra" comprendente, oltre al suo partito, l'AREV (erede del Partito Socialista Unificato) e la Convenzione per un'Alternativa Progressista.
Nel 1997 viene eletta deputata in una circoscrizione dello Giura ed entra a far parte del governo di Lionel Jospin come Ministro dell'ambiente e del territorio (Ministre de l'Aménagement du Territoire et de l'Environnement), carica che conserva sono alle dimissioni presentate nel 2001.
Come segretario nazionale dei Verdi, sostiene alla campagna per le elezioni presidenziali del 2002 il candidato del partito Noël Mamère, che supera per la prima volta la soglia del 5% (1.495.673 voti pari al 5,24%). Perde però il suo seggio alle elezioni amministrative del 2002 e nel gennaio 2003 viene sostituita da Gilles Lemaire alla segreteria nazionale.
Nel 2004 viene eletta senatrice per la regione Senna-Saint-Denis
È stata candidata all'Eliseo nelle elezioni presidenziali del 2007 dove ha ottenuto al primo turno 576.666 voti (1,57%), venendo esclusa dal successivo ballottaggio.
Nel 2008 si candida a sindaco di Montreuil, comune della periferia di Parigi storicamente governato dal Partito Comunista, sfidando il sindaco in carica, il comunista Jean-Pierre Brard. Appoggiata da una lista con ecologisti, socialisti dissidenti e personalità esterne ai partiti, riesce dapprima un po' a sorpresa a costringere Brard al ballottaggio, e vince poi al secondo turno con il 54% dei voti.
Contraria al cumulo di cariche, non si ricandida al Senato nel 2011.
Nel 2012 è insignita della Legion d'onore, indicata dalla ministra dell'Ambiente, l'ecologista Cécile Duflot.
Alla fine del 2013 annuncia che non si ricandiderà sindaco di Montreuil, contestando il comportamento dei suoi oppositori di sinistra e in generale denunciando una degradazione della vita politica, facendo allusione al comportamento del Partito Socialista locale che punterebbe a presentare comunque un proprio candidato a sindaco Alcuni osservatori sottolineano che sarebbe comunque andata incontro a una probabile sconfitta.

## Ispettore generale degli affari sociali
Dopo la scadenza del suo mandato da sindaco, il governo la nomina a capo dell'Ispettorato generale degli affari sociali (IGAS)